# Pia Olsen Dyhr
Pia Olsen Dyhr (Vallensbæk, 30 november 1971) is een Deense politica en sinds 2014 leider van de Socialistisk Folkeparti (Socialistische Volkspartij).
Dyhr zetelt sinds 2007 in de Folketing en was minister voor Investeringen en Buitenlandse Handel (2011–2013) en aansluitend minister van Transport (2013–2014) in de Deense regering.

## Biografie
Dyhr groeide op in de voorsteden van Vallensbaek. Haar moeder was schoonmaakster en haar vader was werkloos en alcoholist. Ze studeerde af in politieke wetenschappen en is lid van de Folkekirken.
Dyhr trad al snel toe tot de jongerenafdeling van de Socialistische Volkspartij en was daar van 1996 tot 1998 nationaal secretaris. Ze was ook lid en vicevoorzitter van de Deense NGO Mellemfolkeligt Samvirke, een overkoepelende politiek onafhankelijke vereniging die zich inzet voor een eerlijkere wereld. Ze was lid van de denktank Forum Europe en in 1998 nam ze deel aan de Algemene Vergadering van de Verenigde Naties namens de Deense Jeugdraad, een vereniging die meer dan 72 Deense organisaties vertegenwoordigt.
Pia Olsen is gehuwd met Villy Dyhr, secretaris van de Deense handelsorganisatie Handels- og Kontorfunktionærernes Forbund (HK). Ze is moeder van drie dochters.

### Politieke loopbaan
Pia Olsen Dyhr wordt beschouwd als een politica met een groen profiel die sterk gelooft in een verdere internationale samenwerking voor Denemarken. Ze stelde zich kandidaat bij de voorzittersverkiezingen van haar partij in 2005, maar werd verslagen door Villy Søvndal.
Bij de Deense parlementsverkiezingen van 13 november 2007 werd Dyhr voor het eerst verkozen in de Folketing, het Deense parlement. Voordien zetelde ze daar al als plaatsvervanger. Op 3 oktober 2011 werd ze benoemd tot minister van Buitenlandse Handel en Investeringen (een nieuwe portefeuille) in de eerste regering van de sociaaldemocratische premier Helle Thorning-Schmidt. In die functie ondertekende Dyhr op 12 januari 2012 de handelsovereenkomst ter bestrijding van namaak (ACTA), een beslissing die heel wat ophef veroorzaakte in de Deense pers. Bij een kabinetsherschikking op 9 augustus 2013 verruilde Dyhr haar departement voor dat van Transport.
Aan het ministerschap van Dyhr kwam op 3 februari 2014 een einde toen de Socialistische Volkspartij, onder aanvoering van partijvoorzitster Annette Vilhelmsen, uit de regering stapte. Aanleiding was een conflict met coalitiepartners Socialdemokraterne en Radikale Venstre over de verkoop van het energiebedrijf DONG. Nog dezelfde maand nam Vilhelmsen ontslag als partijvoorzitster, waarna Dyhr haar opvolgde. Tijdens de Deense verkiezingen van 2015, de eerste parlementsverkiezingen onder haar voorzitterschap, verloor de partij 5% van haar stemmen: ze behaalde in totaal 147.578 stemmen en kwam daarmee uit op 4,2%, oftewel 7 zetels. Kleiner was de partij sinds 1979 niet meer geweest. Dyhr kwam zelf op in het kiesdistrict Kopenhagen en behaalde 14.487 voorkeurstemmen. Daarmee werd ze opnieuw verkozen in de Folketing.
Bij de parlementsverkiezingen van 2019 was Dyhr opnieuw lijsttrekker. Ditmaal was het resultaat beter: ze leidde haar partij naar 7,7% van de stemmen en een verdubbeling van het zetelaantal (14 zetels). Aansluitend fungeerde de Socialistische Volkspartij tot 2022 als gedoogpartner van de sociaaldemocratische regering van Mette Frederiksen. Toen in december 2022 vervroegde verkiezingen werden gehouden, behaalde Dyhr met haar partij 15 zetels.
- Library of Congress Control Number: n2020065225
- Virtual International Authority File: 1150468162504170989